# الورديان
يقع حي الورديان داخل مدينة الإسكندرية المصرية العريقة وبالتحديد في حي غرب الإسكندرية، وتعد الظهير الأساسي لميناء الإسكندرية، وهي من أفضل المناطق الشعبية من حيث التقسيم الميدانى لشوارعها والتخطيط الفني لها، وهي منطقة نموذجية من حيث توافر جميع الخدمات، فلا تكاد تخلو شوارعها من توافر معظم الخدمات الرئيسية بالشارع الواحد.
كما تتميز هذه المنطقة بكثرة العائلات والجو الاجتماعي والترابط بين افرادها.
تعد الورديان أحد لمناطق الأثرية حيث توجد بها "مقبرتا الورديان"، ويرجح أنها ترجع إلى عام 300 ق.م. وهي جزء من مقابر جبانة الورديان والتي جرى نقلها إلى منطقة كوم الشقافة إنقاذاً للمقبرة، وتتميز بأسلوب معماري فريد من نوعه.

## أصل التسمية بالورديان
يوجد أكثر من رأي بشأن أصل تسمية المنطقة بـ«الورديان»:
- أحد الآراء يرجع التسمية نظراً لأن الجمارك كانت في أيدي الأنجليز فقد كانوا يطلقون على المخازن وارد وتطورت إلى ورديان.
- وهناك رأي آخر يرى انها تعني حرس الدفاع عن الواردات خصوصا الدخان.
- والراجح من تسمية الورديان بهذا الاسم أن هذه التسمية جاءت في زمان الحملة الفرنسية من تاريخ 1798 والتي انتهت 1801 والتي كان قائدها نابليون بونابرت فقد قام بزراعة غرب الإسكندرية بحدائق وبساتين الفاكهة لتغذية جنود الحملة، وكانت بها العديد من المشاتل في شكل صوبات زجاجية وهي ما سماها الإنجليز فيما بعد بـ"Wardian" باللغة الإنجليزية.

## ميادين الورديان
أشهر ميادين الورديان هو «ميدان الصينية» وكانت الورديان أحد مناطق اللاجئين اليهود المفضلة خلال الحرب العالمية الأولى.
ميدان الصنية
شارع المكس
شارع الامان
شارع المتراس
شارع القفال
شارع الإسناوي

## التعليم في الورديان
تعد الورديان أحد مناطق النهضة والتنوير في الإسكندرية حيث كانت نبوية موسى رائدة تعليم الفتيات في مصر الحديثة ناظرة لمدرسة معلمات الورديان بالإسكندرية، وظلت في هذه الوظيفة حتى عام 1920، وكما يقول د. محمد أبوالإسعاد في كتابه «نبوية موسى ودورها في الحياة المصرية» حين رأى الإنجليز لأسباب سياسية ترقيتها مفتشة للتعليم الأولي بالوزارة، لكن لم يكن لنبوية موسى عمل فعلي في الوزارة.

### مدارس الورديان
- مدرسة الورديان الصناعية - بنات وهي مدرسة المعلمات سابقا التي كانت نبوية موسى ناظرة لها.
- مدرسة الورديان الصناعية -بنين- نظام الخمس سنوات.
- الورديان الثانوية للبنين.
- مدرسة طاهر بك الاعدادية للبنين
- مدرسة الجلاء.
- مدرسة الورديان الاعدادية للبنات.
- مدرسة خالد بن الوليد الخاصة الابتدائية.
- مدرسة الطليعة الابتدائية.
- مدرسة صلاح الدين الابتدائية.
- مدرسة الأمير لؤلؤ الابتدائية.
- مدرسة السيدة عائشة الابتدائية.
- مدرسة شجرة الدر.
- مجمع مدارس الإخلاص.
- مدرسة أبو الهول.
- مدرسة الإسلام.
- مدرسة الأمان.
- مدرسة المروة الخاصة الابتدائية ( المرقسية سابقا وهيا من أشهر المدارس الابتدائية فى اسكندرية )
- مدرسة خالد بن الوليد الخاصة الابتدائية.
- مدرسة العروبة الابتدائية.